# Yu (Familienname)
Yu ist ein chinesischer Familienname.

## Namensträger

### Chinesische Reihenfolge
- Yu Bin (* 1985), chinesischer Zehnkämpfer
- Yu Bingxian († 2012), taiwanischer Künstler
- Yu Chaohong (* 1975), chinesischer Leichtathlet
- Yu Chen-yi (* 1996), taiwanischer Sprinter
- Yu Cheng-wu, taiwanischer Badmintonspieler
- Yu Chia-hsuan (* 1995), taiwanischer Hürdenläufer
- Yu Chui Yee (* 1984), chinesische Rollstuhlfechterin (Hongkong)
- Yu Dabao (* 1988), chinesischer Fußballspieler
- Yu Dafu (1896–1945?), chinesischer Schriftsteller
- Yu Dan (* 1987), chinesische Sportschützin
- Yu Delu (* 1987), chinesischer Snookerspieler
- Yu Dengyun (* 1961), chinesischer Raumfahrtingenieur, stellvertretender Technischer Direktor des Mondprogramms der Volksrepublik China
- Yu Fengtong (* 1984), chinesischer Eisschnellläufer
- Yu Gil-jun (1856–1914), koreanischer Politiker und Unabhängigkeitsaktivist
- Yu Gyu-min (* 2001), südkoreanischer Weit- und Dreispringer
- Yu Hai (* 1987), chinesischer Fußballspieler
- Yu Han, chinesische Poolbillardspielerin
- Yu He (175–204), chinesischer General
- Yu Hiu Tung (* 1984), Tennisspieler aus Hongkong
- Yu Hong (Künstlerin) (* 1966), chinesische Künstlerin
- Yu Hong (Schiedsrichterin) (* 1988), chinesische Fußballschiedsrichterin
- Yu Hua (* 1960), chinesischer Autor
- Yu Hyeong-won (1622–1673), koreanischer Politiker und neokonfuzianischer Philosoph
- Yu Hyun-mok (1925–2009), südkoreanischer Filmregisseur
- Yu In-ho (* 1929), südkoreanischer Gewichtheber
- Yu In-soo (* 1994), südkoreanischer Fußballspieler
- Yu Jeong-mi (* 1994), südkoreanische Leichtathletin
- Yu Jie (* 1973), chinesischer Autor und Menschenrechtsaktivist
- Yu Jim-yuen (1905–1997), chinesischer Leiter der Pekinger Theater- und Schauspielschule in Hongkong
- Yu Jin († 221), chinesischer General
- Yu Jing (* 1985), chinesische Eisschnellläuferin
- Yu Jinhao (* 1975), chinesischer Badmintonspieler
- Yu Joy Yin (* 2001), Hongkonger Fußballspieler
- Yu Jun-sang (* 1969), südkoreanischer Schauspieler und Sänger
- Yu Kuo-hwa (1914–2000), taiwanischer Politiker
- Yu Lizhi (* 1969), chinesischer Badmintonspieler
- Yu Mengyu (* 1989), singapurische Tischtennisspielerin
- Yu Min (Physiker) (1926–2019), chinesischer Atomphysiker
- Yu Min (Linguist) (1916–1995), chinesischer Linguist
- Yu Ming-hsun (* 1974), taiwanischer Fußballschiedsrichter
- Yu Myeong-Hee (* 1954), südkoreanische Mikrobiologin
- Yu Myung-hwan (* 1946), südkoreanischer Diplomat und Politiker
- Yu Nan (* 1978), chinesische Schauspielerin
- Yu Pu, chinesischer Historiker
- Yu Qi, chinesische Badmintonspielerin
- Yu Qiuli (1914–1999), chinesischer Wirtschaftspolitiker, politischer Kommissar der Armee
- Yu Rongguang (* 1958), chinesischer Schauspieler und Stuntman
- Yu Sang-cheol (1971–2021), südkoreanischer Fußballspieler und -trainer
- Yu Shao (188–242), chinesischer General
- Yu Shuiqing (* 2006), chinesischer Langstreckenläufer
- Yu Shumei (* 1977), chinesische Biathletin
- Yu Si-min (* 1959), südkoreanischer Politiker, Hochschullehrer und Journalist
- Yu Son-gum (* 2003), nordkoreanische Fußballspielerin
- Yu Song-nyong (1542–1607), koreanischer Politiker und Gelehrter
- Yu Sun-bok (* 1970), nordkoreanische Tischtennisspielerin
- Yu Sung-yin (* 1997), taiwanischer Eishockeyspieler
- Yu Tao (* 1981), chinesischer Fußballspieler
- Yu Wei (* 1987), chinesischer Geher
- Yu Wensheng (* 1967), chinesischer Rechtsanwalt und Demokratieaktivist
- Yu Wenxia (* 1989), chinesisches Modell und Miss World
- Yu Woo-ik (* 1950), südkoreanischer Politiker, Diplomat und Geograph
- Yu Xianyu (1936–2020), chinesischer Rechtswissenschaftler
- Yu Xiaohan (* 1994), chinesische Badmintonspielerin
- Yu Xiaoyu (Badminton) (* 1992), chinesischer Badmintonspieler
- Yu Xiaoyu (* 1996), chinesische Eiskunstläuferin
- Yu Xingze (* 1976), chinesischer Künstler und Professor für Architektur und Stadtplanung
- Yu Xinna (* 1986), chinesische Curlerin
- Yu Xinyuan (* 1985), chinesischer Tennisspieler
- Yu Xu (1986–2016), chinesische Kampfpilotin
- Yu Ya-chien (* 1999), taiwanische Hammerwerferin
- Yu Yamei (* 1975), chinesische Violinistin
- Yu Yan (Autor) (俞琰), chinesischer Autor
- Yu Yan (Mediziner) (1879–1954), chinesischer Mediziner
- Yu Yan (Regisseur) (* 1971), chinesischer Regisseur und Kameramann
- Yu Yang (Eishockeyspieler) (* 1979), chinesischer Eishockeytorwart
- Yu Yang (Hockeyspieler) (* 1979), chinesischer Feldhockeyspieler
- Yu Yang (Badminton) (* 1986), chinesische Badmintonspielerin
- Yu Yangyi (* 1994), chinesischer Schachmeister
- Yu Yaodong (1951–2012), chinesischer Badmintonspieler
- Yu Ye-chan (* 2001), südkoreanischer Fußballspieler
- Yu Ying-shih (1930–2021), chinesisch-US-amerikanischer Sinologe und Hochschullehrer
- Yu Yong-hyeon (* 2000), südkoreanischer Fußballspieler
- Yu Yuanyi (* 1995), chinesische Tennisspielerin
- Yu Yue (1821–1907), konfuzianischer Gelehrter, Philosoph, Philologe
- Yu Yuk Geor (* um 1950), taiwanische Badmintonspielerin
- Yu Yuzhen (* 1998), chinesische Speerwerferin
- Yu Zaiqing (* 1951), chinesischer Politiker und Sportfunktionär
- Yu Zhengsheng (* 1945), chinesischer Politiker
- Yu Zhenwei (* 1986), chinesischer Leichtathlet
- Yu Zhiying (* 1997), chinesische Go-Spielerin
- Yu Zhuocheng (* 1975), chinesischer Wasserspringer
- Yu Ziyang (* 1998), chinesischer Tischtennisspieler

### Westliche Reihenfolge
- Angela Yu (* 2003), australische Badmintonspielerin
- Angela J. Yu, Neuroinformatikerin und Hochschullehrerin
- Anthony C. Yu († 2015), US-amerikanischer Literatur- und Religionswissenschaftler
- Apphia Yu, US-amerikanische Synchronsprecherin
- Avan Yu (* 1987), chinesisch-kanadischer Pianist
- Bartholomäus Yu Chengti (1919–2009), römisch-katholischer Bischof von Hanzhong in der zentralchinesischen Provinz Shaanxi
- Ben Yu (* 1986), US-amerikanischer Pokerspieler
- Christian Yu (* 1990), australisch-südkoreanischer Sänger siehe DPR Ian
- Corrinne Yu, US-amerikanische Computerspieledesignerin und Programmiererin
- Dagmar Yu-Dembski (1943–2023), deutsche Journalistin und Autorin
- Eleana Yu (* 2004), US-amerikanische Tennisspielerin
- Elizabeth Yu, US-amerikanische Schauspielerin
- Fang Yu (* 1953), deutsch-chinesischer Schauspieler, Synchronsprecher und Regisseur
- Francis Xavier Yu Soo-il (1945–2025), Militärbischof von Korea
- Guanqun Yu (* 1982), chinesische Opern- und Konzertsängerin der Stimmlage Sopran
- Guoliang Yu (* 1963), US-amerikanischer Mathematiker
- Jaspar Yu Woon Chai (* 1988), bruneiischer Badmintonspieler
- Jennifer Yu (* 2002), US-amerikanische Schachspielerin
- Jessica Yu (* 1966), US-amerikanische Regisseurin, Drehbuchautorin und Produzentin
- Jin-Quan Yu (* 1966), chinesisch-US-amerikanischer Physiker
- Jiyuan Yu (1964–2016), US-amerikanischer und chinesischer Philosophiehistoriker
- Joshua Hurlburt-Yu (* 1994), kanadischer Badmintonspieler
- Julian Yu (* 1957), chinesischer Komponist
- Kongjian Yu (* 1963), chinesischer Landschaftsarchitekt
- Krista Marie Yu (* 1988), US-amerikanische Schauspielerin
- Kyaw Min Yu (1969–2022), birmanischer Schriftsteller und politischer Gefangener
- Louis Yu Runchen (* 1931), chinesischer Geistlicher, Bischof von Hanzhong
- Miri Yū (* 1968), japanische Schriftstellerin koreanischer Herkunft
- Peter Kien-hong Yu (* 1953), taiwanischer Politikwissenschaftler
- Ricky Yu Qi (* 1969), chinesischer Badmintonspieler
- Ronny Yu (* 1950), chinesischer Regisseur
- Shibo Yu (* 1987), chinesischer Volleyballspieler
- Timothy Yu Gyoung-chon (1962–2025), südkoreanischer Geistlicher, Weihbischof in Seoul
- Tsai-Fan Yu (1911–2007), chinesisch-US-amerikanische Medizinerin

## Legendäre Figuren
- Yu der Große, Urkaiser Chinas
- Yu Di, Jadekaiser der chinesischen Mythologie
- Yu Gong, Hauptfigur einer Parabel